# Thamnosma socotrana
Thamnosma socotrana är en vinruteväxtart som beskrevs av Isaac Bayley Balfour. Thamnosma socotrana ingår i släktet Thamnosma och familjen vinruteväxter. Inga underarter finns listade i Catalogue of Life.